# Orangehuvad bulbyl
Orangehuvad bulbyl (Pycnonotus zeylanicus) är en akut utrotningshotad tätting i familjen bulbyler som förekommer i Sydostasien.

## Utseende och läte
Orangehuvad bulbyl är med en kroppslängd på 29 centimeter en stor bulbyl, med gyllene hjässa och kinder. På huvudet syns ett svartaktigt öga, svarta mustaschstreck och en vit strupe. På ovansida och bröst har den fina, vitaktiga streck. Ungfågeln är mattare med brunare huvud. Sången är högljudd, djup och melodisk.

## Utbredning och systematik
Fågeln förekommer i Myanmar samt på Malackahalvön, Sumatra, Nias, Java och Borneo. Den behandlas som monotypisk, det vill säga att den inte delas in i några underarter.

## Status och hot
Internationella naturvårdsunionen IUCN kategoriserar arten som akut hotad. Arten minskar mycket kraftigt i antal till följd av fångst för burfågelindustrin och förvärrat av habitatförlust. Världspopulationen uppskattas till endast mellan 600 och 1700 vuxna individer.

## Namn
Artens vetenskapliga artnamn zeylanicus syftar på Ceylon, varifrån typexemplaret först troddes härröra från.